# Thiais
Thiais est une commune française située dans le département du Val-de-Marne en région Île-de-France.
Située à vol d'oiseau à 11,4 kilomètres au sud-sud-est de Paris, elle fait partie de la métropole du Grand Paris, au cœur du bassin d'emploi du centre commercial Belle Épine, du Marché d'intérêt national de Rungis, et de l'aéroport de Paris-Orly.

## Géographie

### Localisation
À vol d'oiseau, la commune est située à 11,4 kilomètres au sud-sud-est de Paris, à quatre kilomètres au nord de l'aéroport de Paris-Orly, à 6,8 kilomètres à l'est d'Antony et 5,7 kilomètres de Bourg-la-Reine situées dans le département des Hauts-de-Seine.
La commune de Thiais est constituée en son sud de la partie nord du hameau de Grignon, attesté dès le Moyen Âge, dont l'autre partie est située sur le territoire de la commune d'Orly.

### Communes limitrophes
Thiais est riverain des communes de Vitry-sur-Seine au nord, Choisy-le-Roi à l'est, Rungis et Chevilly-Larue à l'ouest, Orly et Paray-Vieille-Poste au sud.
| Chevilly-Larue      | Vitry-sur-Seine | Vitry-sur-Seine |
| Rungis              | Thiais          | Choisy-le-Roi   |
| Paray-Vieille-Poste | Orly            | Orly            |

### Relief, géologie et hydrographie
La commune s'étend sur trois milieux géographiques :
- le plateau francilien dit de Longboyau, entre les vallées de Bièvre et Seine, à l'ouest et au nord, autrefois agricole, maintenant occupé par des activités commerciales et le cimetière parisien, ainsi que le grand ensemble des Grands Champs ;
- le coteau du versant de la vallée de Seine, implantation première de la paroisse, et dans les années 1980 de zones pavillonnaires dites La Vallée verte et Green Valley ;
- la vallée alluviale de la Seine, aux sols sablonneux et issus des sédiments du fleuve, où s'est étendue la ville au XXe siècle, et notamment développé les nouveaux quartiers sud et est, dont Grignon (cités des Vergers de Grignon).

### Climat
Pour des articles plus généraux, voir Climat de l'Île-de-France et Climat du Val-de-Marne.
En 2010, le climat de la commune est de type climat océanique dégradé des plaines du Centre et du Nord, selon une étude du CNRS s'appuyant sur une série de données couvrant la période 1971-2000. En 2020, Météo-France publie une typologie des climats de la France métropolitaine dans laquelle la commune est exposée à un climat océanique altéré et est dans la région climatique Sud-ouest du bassin Parisien, caractérisée par une faible pluviométrie, notamment au printemps (120 à 150 mm) et un hiver froid (3,5 °C).
Pour la période 1971-2000, la température annuelle moyenne est de 12,1 °C, avec une amplitude thermique annuelle de 15,5 °C. Le cumul annuel moyen de précipitations est de 646 mm, avec 10,6 jours de précipitations en janvier et 7,6 jours en juillet. Pour la période 1991-2020, la température moyenne annuelle observée sur la station météorologique la plus proche, située à Choisy-le-Roi à 1 km à vol d'oiseau, est de 12,7 °C et le cumul annuel moyen de précipitations est de 607,2 mm,. Pour l'avenir, les paramètres climatiques de la commune estimés pour 2050 selon différents scénarios d'émission de gaz à effet de serre sont consultables sur un site dédié publié par Météo-France en novembre 2022.
| Mois                                  | jan.             | fév.            | mars          | avril         | mai           | juin          | jui.          | août           | sep.          | oct.          | nov.          | déc.          | année      |
| ------------------------------------- | ---------------- | --------------- | ------------- | ------------- | ------------- | ------------- | ------------- | -------------- | ------------- | ------------- | ------------- | ------------- | ---------- |
| Température minimale moyenne (°C)     | 2,8              | 2,7             | 4,8           | 7,3           | 10,7          | 13,9          | 15,8          | 15,6           | 12,5          | 9,2           | 5,6           | 3,3           | 8,7        |
| Température moyenne (°C)              | 5,3              | 5,8             | 8,8           | 12,1          | 15,6          | 18,9          | 21            | 20,9           | 17,2          | 12,9          | 8,4           | 5,7           | 12,7       |
| Température maximale moyenne (°C)     | 7,7              | 8,9             | 12,8          | 16,9          | 20,5          | 23,8          | 26,2          | 26,2           | 21,9          | 16,6          | 11,1          | 8,1           | 16,7       |
| Record de froid (°C) date du record   | −11,5 01.01.1997 | −9,5 07.02.1991 | −7 02.03.05   | −1 14.04.19   | 1 07.05.1997  | 6 07.06.05    | 8 11.07.1993  | 7,5 28.08.1998 | 4 30.09.1995  | −1 24.10.03   | −7 24.11.1998 | −8 31.12.1996 | −11,5 1997 |
| Record de chaleur (°C) date du record | 16 12.01.04      | 21,2 27.02.19   | 26,2 31.03.21 | 29,6 18.04.18 | 33,3 27.05.05 | 37,5 27.06.11 | 41,7 25.07.19 | 40,5 12.08.03  | 35,3 14.09.20 | 28,9 03.10.11 | 21 08.11.15   | 17 16.12.1989 | 41,7 2019  |
| Précipitations (mm)                   | 49,5             | 43,3            | 43,3          | 44,7          | 58,6          | 54,5          | 53            | 52,5           | 43,2          | 51,6          | 52,7          | 60,3          | 607,2      |

### Voies de communication et transports

#### Voies routières
Située à proximité de l'autoroute A6, la commune est à la croisée d'axes de communication très importants tels que :
- l'autoroute A86, qui fait office de second périphérique parisien,
- l'ancienne RN7 (rebaptisée RD7), qui constitue la limite occidentale de la ville,
- l'ancienne RN 305 (rebaptisée RD5), qui constitue la limite orientale de la ville,
- la RN 186.

#### Transports en commun
La gare du Pont de Rungis - Aéroport d'Orly, située au sud-ouest de la commune, est desservie par les trains de la ligne C du RER. La gare de Choisy-le-Roi, également desservie par les trains de la ligne C du RER, se situe à 500 mètres à l'est de la commune de Thiais et permet un accès rapide vers le centre de Paris.
Thiais est desservie par la ligne 14 du métro de Paris, avec les stations Chevilly-Larue et Thiais - Orly.
La ville est desservie par la ligne 7 du tramway d'Île-de-France, qui relie Villejuif à Athis-Mons et dessert l'aéroport d'Orly, dont cinq stations sont situées sur le territoire de la commune ou à proximité : Moulin Vert, Bretagne, Auguste Perret - Cimetière Parisien, Porte de Thiais - Marché International et La Belle Épine.
Quinze lignes de bus relient Thiais aux communes limitrophes, via les réseaux de bus de l'Île-de-France :
- la ligne de bus en site propre Trans-Val-de-Marne (TVM) du réseau de bus RATP ;
- la ligne de bus en site propre 393 du réseau de bus RATP ;
- les lignes 103, 183, 185, 192, 319, 382 et 396 du réseau de bus RATP ;
- les lignes 282 et 483 du réseau de bus de Seine Grand Orly ;
- les lignes N22, N31, N71 et N133 du réseau Noctilien.
- et par la navette communale de Thiais (dont le tracé a été revu et allongé en juin 2025)

Sélection de vues de transports en commun.
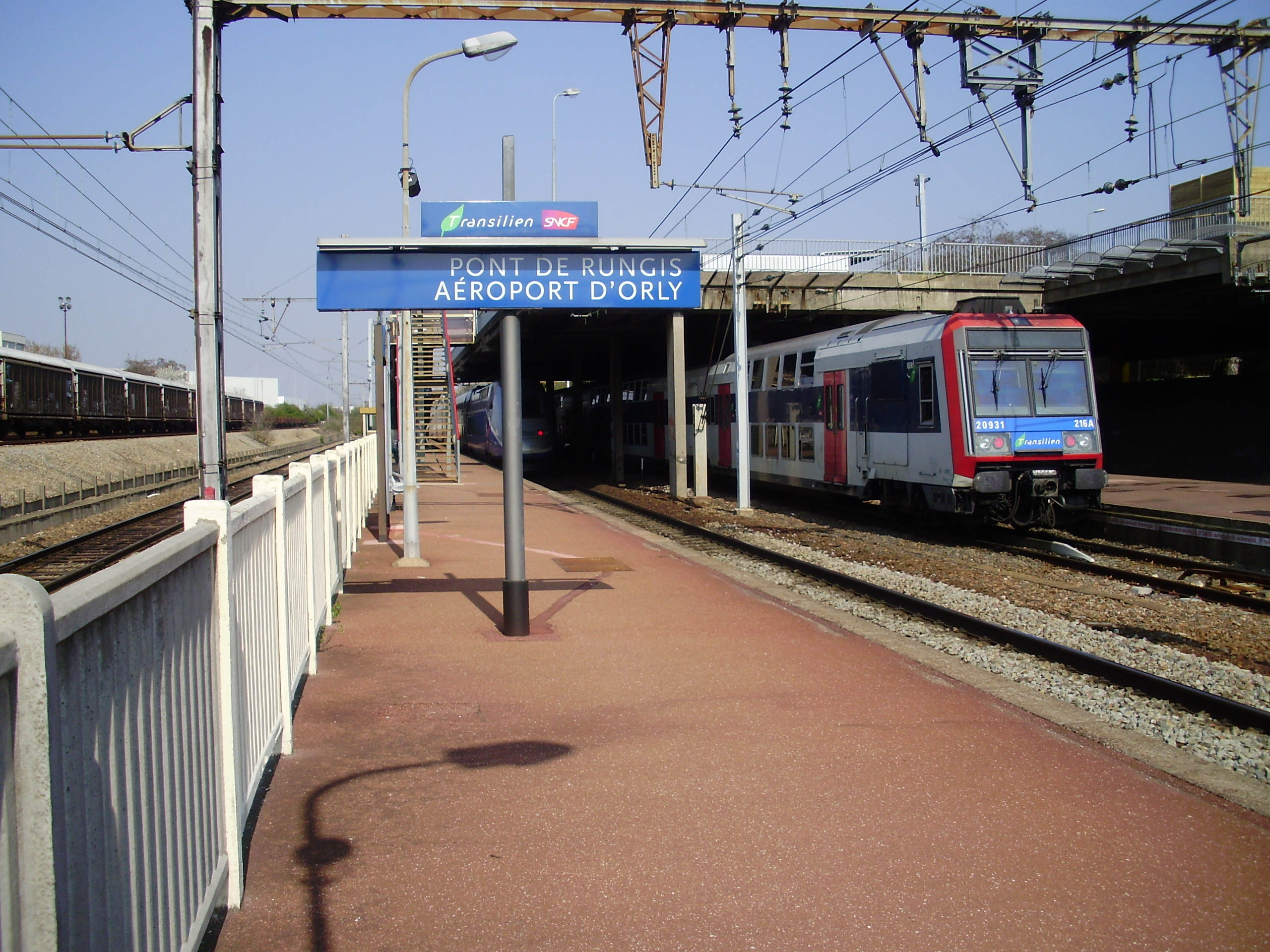
La gare du Pont de Rungis - Aéroport d'Orly.
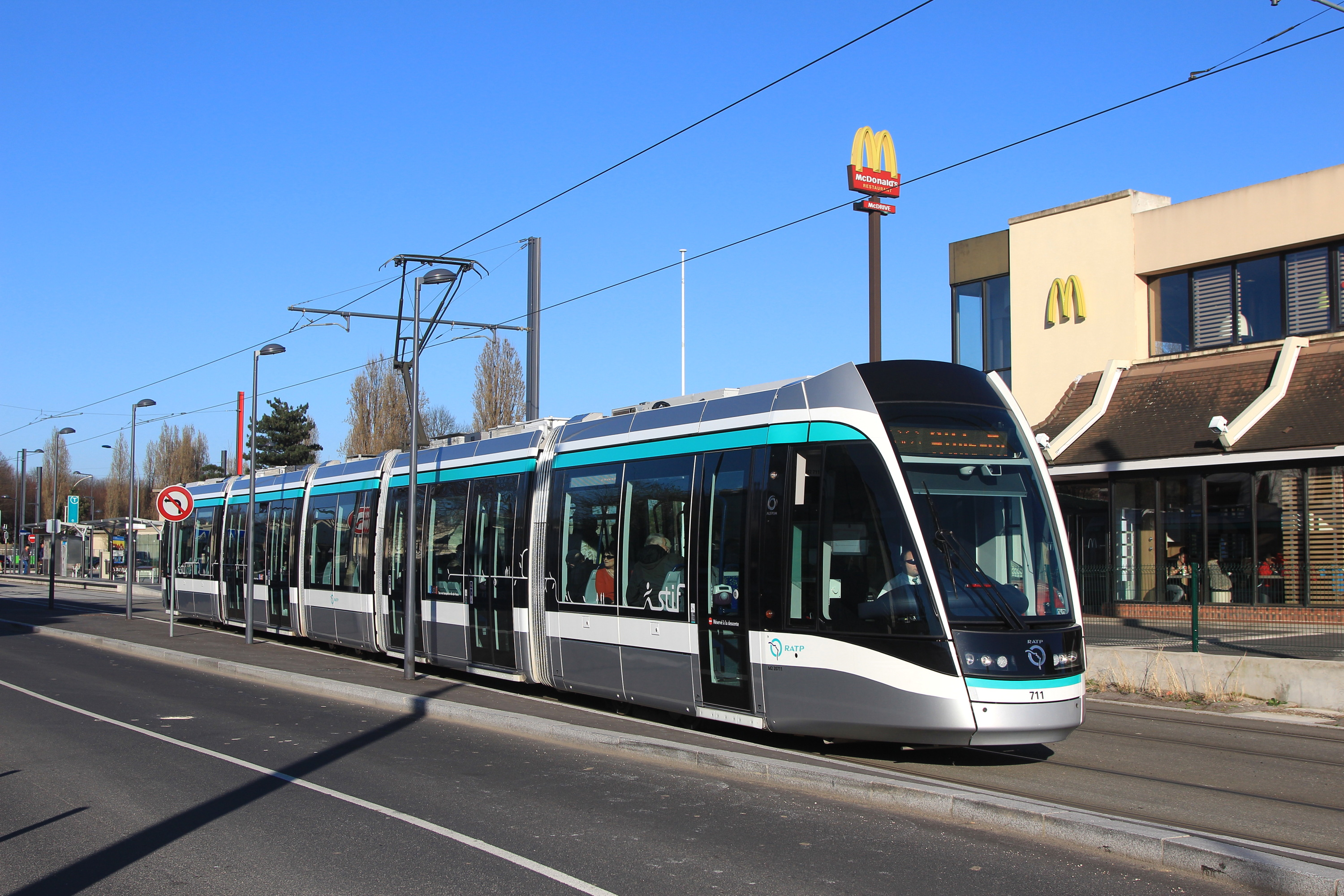
Le tramway T7 à la station Auguste Perret - Cimetière Parisien.
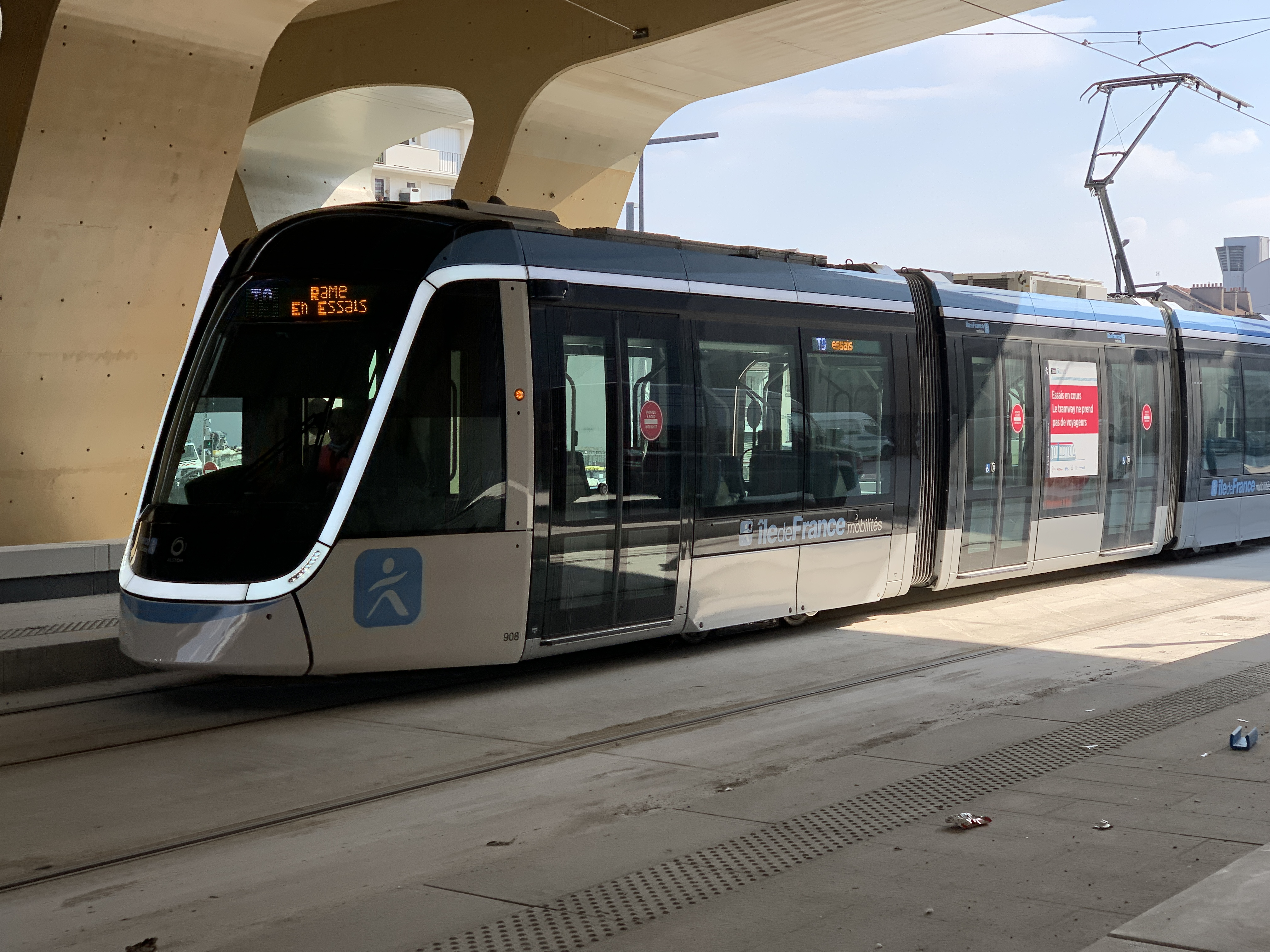
Le tramway T9 à la station Trois Communes.
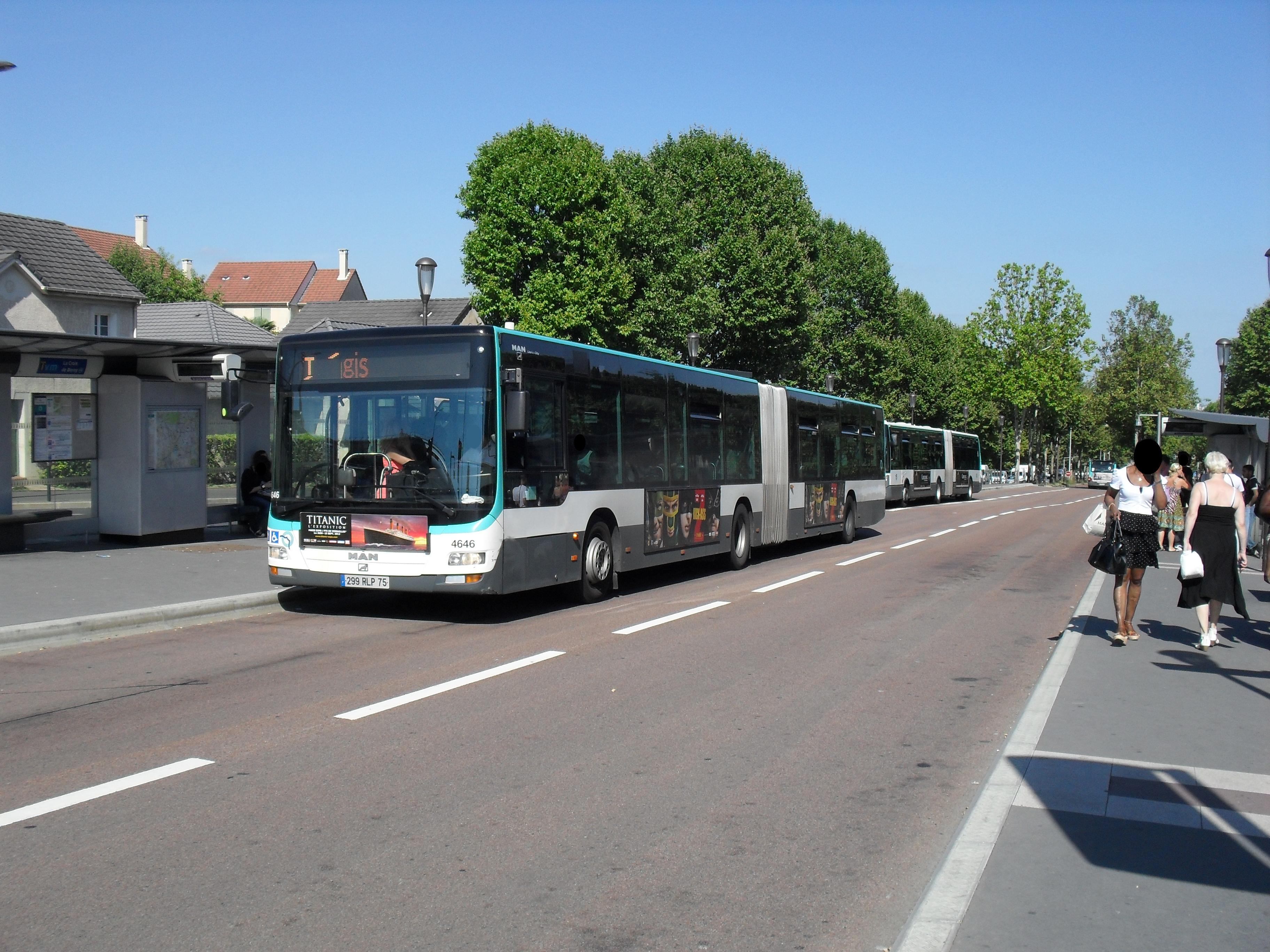
Le Trans-Val-de-Marne à la station Carrefour de la Résistance.
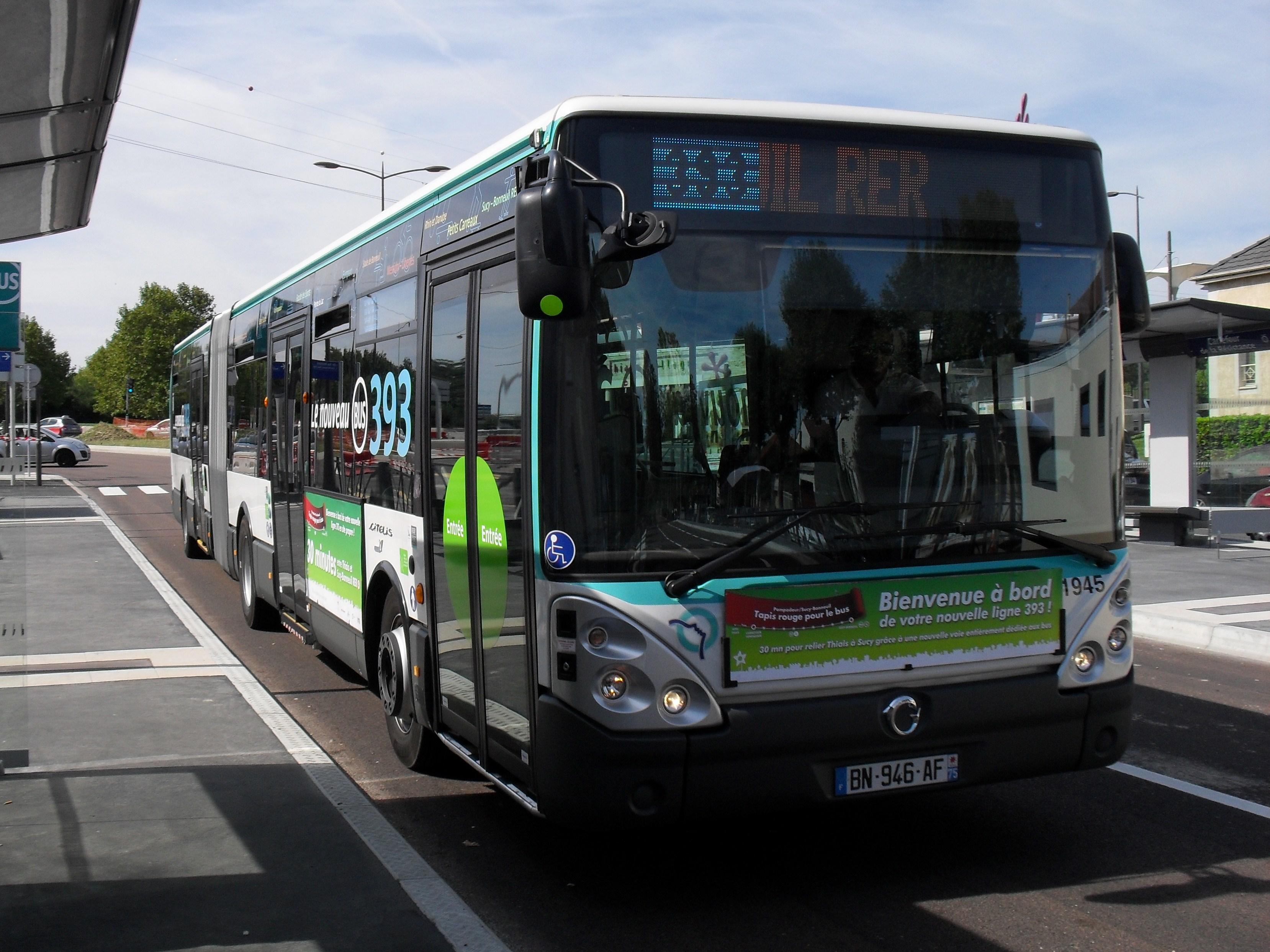
La ligne en site propre 393 à la station Carrefour de la Résistance.

Depuis avril 2021, Thiais est desservie par la ligne 9 du tramway d'Île-de-France, qui longe l'extrémité est de la commune le long de la RD5 et ses trois stations à proximité immédiate de la commune.
Historiquement Thiais a eu en centre ville entre 1921 et 1931 le terminus du Tram 89 dont l'autre extrémité de ligne était à Paris Place du Chatelet (exploitant STCRP)

## Urbanisme

### Typologie
Au 1er janvier 2024, Thiais est catégorisée grand centre urbain, selon la nouvelle grille communale de densité à sept niveaux définie par l'Insee en 2022.
Elle appartient à l'unité urbaine de Paris, une agglomération inter-départementale regroupant 407  communes, dont elle est une commune de la banlieue,,. Par ailleurs la commune fait partie de l'aire d'attraction de Paris, dont elle est une commune du pôle principal,. Cette aire regroupe 1 929 communes,.

### Morphologie urbaine
| Type d'occupation         | Pourcentage |
| ------------------------- | ----------- |
| Espace urbain construit   | 69,5 %      |
| Espace urbain ouvert      | 30,0 %      |
| Espace rural              | 0,5 %       |
| Source : Mairie de Thiais |             |

Les quartiers de Thiais, tels que définis par l'IGN, sont :
- au nord : le Fosse Bazin, les Baudemons et les Savats ;
- au centre : la Prevote, les Nefliers, le Martray et les Saules ;
- à l'ouest : Belle Épine ;
- à l'est : le Pressoir et le Pavé de Grignon ;
- au sud : le Coulon.

### Habitat
| Logements                                        | Nombre en 2016 | % en 2016 | nombre en 2011 | % en 2011 |
| ------------------------------------------------ | -------------- | --------- | -------------- | --------- |
| Total                                            | 13 086         | 100 %     | 12 506         | 100 %     |
| Résidences principales                           | 12 205         | 93,3 %    | 11 782         | 94,2 %    |
| → Dont HLM                                       | 2 883          | 23,6 %    | 2 102          | 17,8 %    |
| Résidences secondaires et logements occasionnels | 235            | 1,8 %     | 84             | 0,7 %     |
| Logements vacants                                | 646            | 4,9 %     | 640            | 5,1 %     |
| Dont :                                           |                |           |                |           |
| → maisons                                        | 3 185          | 24,0 %    | 3 047          | 24,4 %    |
| → appartements                                   | 9 188          | 72,5 %    | 9 124          | 73,0 %    |

### Projets d'aménagements
Le réaménagement urbain du quartier des Grands-Champs est un projet de grande envergure dont l’objectif est d’améliorer le quotidien des habitants et d’ouvrir le quartier au reste de la ville. Il s'agit d'un projet soutenu par l'Agence nationale pour la rénovation urbaine.
Le lancement, à la fin de l’année 2018, des travaux de reconstruction du centre de loisirs Jules Ferry a marqué le début de l’opération de réaménagement du cœur de ville (construction d'un centre de loisirs, d'un gymnase, aménagement d'une voie piétonne.).

## Toponymie
Au VIIIe siècle, l'auteur du pouillé nomme la ville Tiès. Le Supplément de Dubreul donne plus tard Tudaiſe[réf. non conforme]. Le pouillé imprimé en 1626 donne ensuite le nom de Theodoſe, dans celui de 1648 c'est Thiars. En 1692 le Pelletier écrit Thyais.
Le nom de Thiais provient de Theodaxium, formation latine[Quoi ?] forgée sur un anthroponyme d’origine germanique ayant donné le préfixe Theod-[Quoi ?], mentionné dans le polyptyque de l’abbaye de Saint-Germain-des-Prés, mais datant probablement de l’installation des Francs sur le territoire.

## Histoire

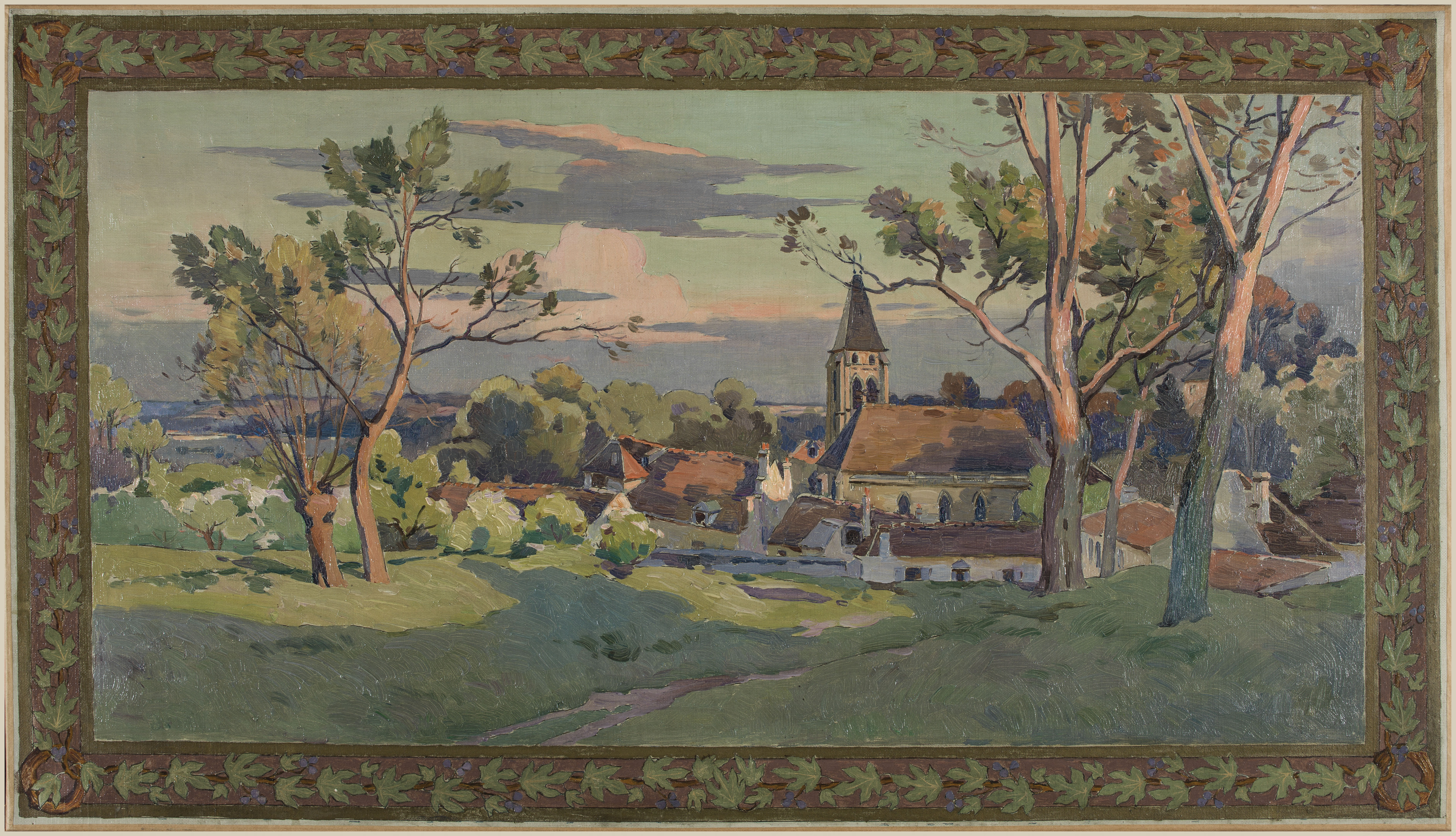
Paul Schmitt, Esquisse pour la mairie de Thiais, 1902.

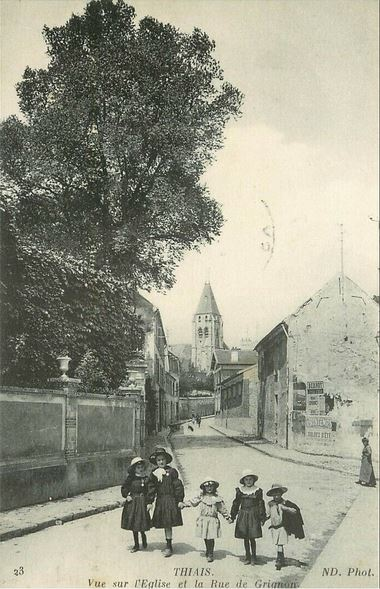
L'église et rue de Grignon.

L'implantation humaine apparait au Néolithique. En effet, des fouilles archéologiques permettent de trouver un dépôt de fondeur de l’âge du bronze, constitué de haches à douilles, marteaux, bracelets, et des séries de structures datant de l’âge du fer.
Dans l'Antiquité romaine, la présence humaine est encore attestée par des structures et des monnaies.
À partir du Ve siècle, le village est rattaché à l'abbaye de Saint-Germain-des-Prés.
Ce village était mentionné au IXe siècle dans le polyptyque d'Irminon sous le nom de Theodaxio. L'abbaye de Saint-Germain-des-Prés y possédait 143 arpents de vigne et en 1248, affranchit les serfs à condition de payer 1 200 livres.
Ce n'est qu'au XIIIe siècle qu'elle devient indépendante et qu'on la dote d'une église. Les familles en place acquièrent des exploitations individuelles. En 1225, la paroisse de Choisy est créée.
La seigneurie de Thiais est alors dénommée seigneurie de Thiais, Choisy et Grignon, regroupant les trois paroisses. Elle est possession de l'abbaye de Saint-Germain-des-Prés.
En 1652, le village est incendié pendant la guerre de la Fronde.
En décembre 1764, le roi Louis XV achète la seigneurie à l'abbaye de Saint-Germain-des-Prés, puis procède au démembrement de la seigneurie, pour créer la seigneurie de Choisy rattachée à son château. La frontière entre Thiais et Choisy est tracée suivant le chemin de Paris à Choisy (route nationale 305 actuelle), puis sur l'avenue de Villeneuve (actuelle avenue de Lattre-de-Tassigny) pour inclure des potagers. La seigneurie est alors qualifiée de « Thiais et Grignon ».
En conséquence, en 1764, le reste de la seigneurie de Thiais est acheté par François de Paule Lefèvre d'Ormesson au roi. Ses armes inspirent l'actuel blason de la ville.
Après 1815, Thiais accueille de nombreuses résidences secondaires de notables parisiens, tels l'architecte Jean-Nicolas-Louis Durand, qui s'y construit trois maisons en 1811, 1820, 1825.
Durant le siège de Paris de 1870 Thiais est le théâtre de violents combats les 29 et 30 novembre 1870. Les Prussiens réalisent des ouvrages légers de défense. Un monument dû à Raoul Dufresne en 1891 commémore ces affrontements.
Pendant la Première Guerre mondiale, l'hôpital-dépôt devient l'Hôpital complémentaire dépendant de l'hôpital militaire de Versailles (HCVR) no 73, tandis que la salle des fêtes devient l'Hôpital auxiliaire de l'association des Dames de France (HAADF) no 251 et les couvents de Saint-Joseph et de Saint-André deviennent des Hôpitaux auxiliaires pour convalescents militaires (HACM).
En 1929, est créé le cimetière parisien de Thiais.
La ville est fortement marquée par l'arrivée du Marché d'intérêt national de Rungis à proximité en 1969.
Le centre commercial Belle Épine est inauguré en 1971, son extension Thiais Village en 2007.
Le tramway fait son arrivée en 2013.
En 2014, les corps d'une centaine de soldats allemands de la Seconde Guerre mondiale sont découverts au cimetière parisien de Thiais.

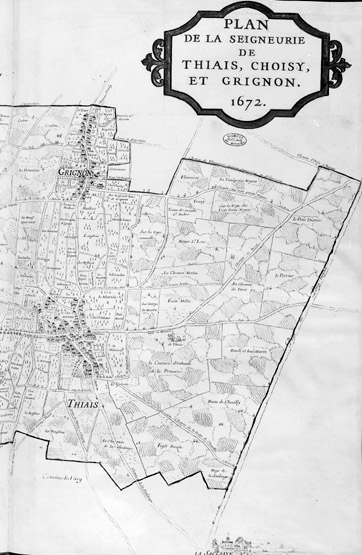
Plan de la seigneurie de Thiais, Choisy et Grignon, 1672.
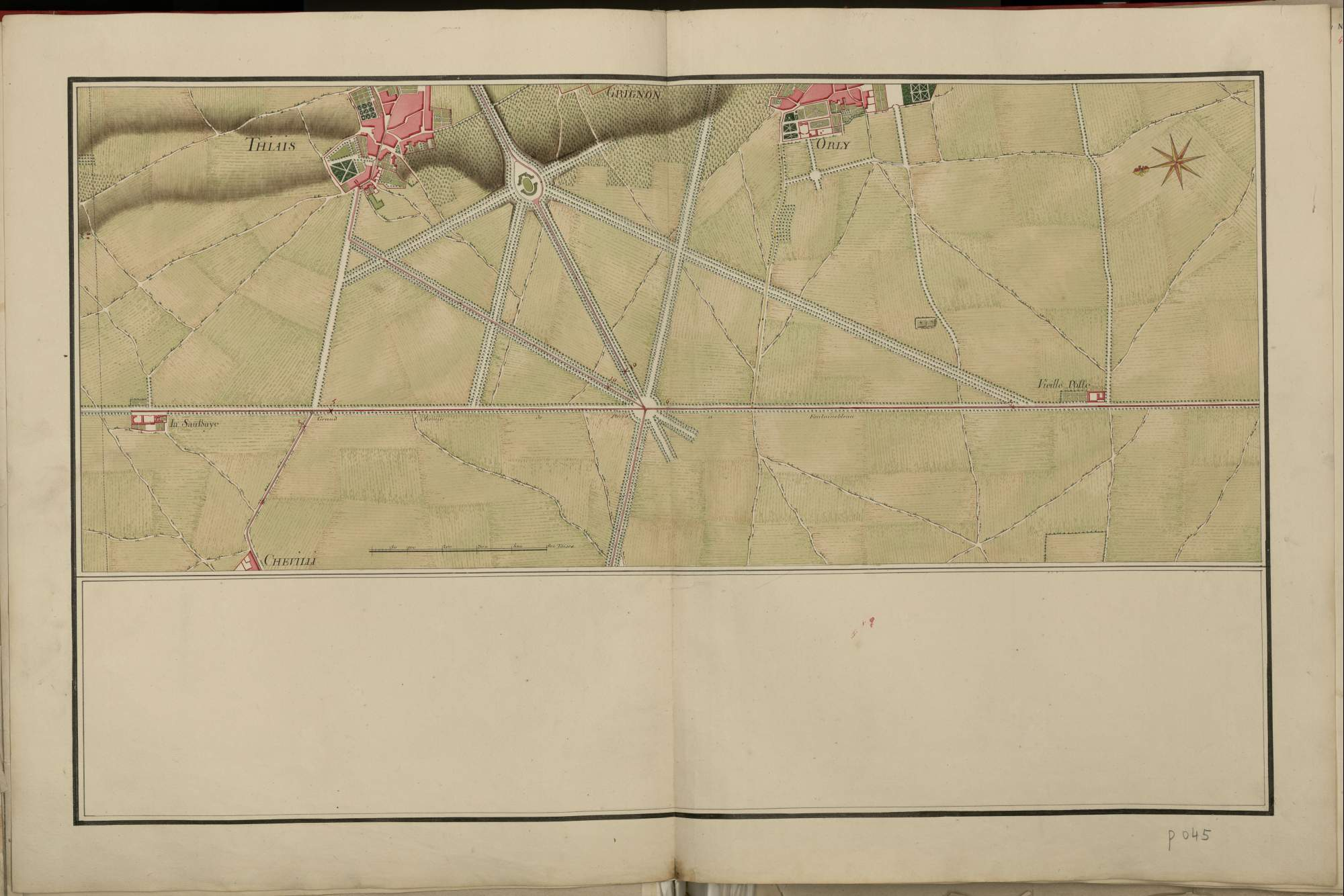
Carte de Thiais vers 1780, Atlas de Trudaine.
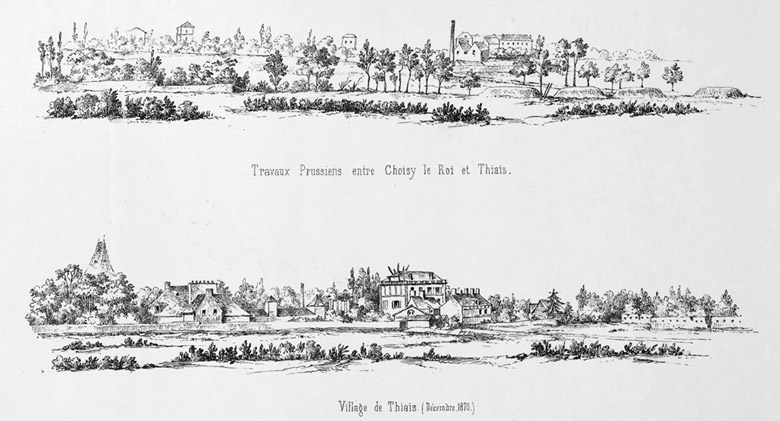
Lithographie d'Ernest Hussenot, 1871, Travaux prussiens entre Choisy-le-Roi et Thiais et Village de Thiais. Décembre 1870.

## Politique et administration

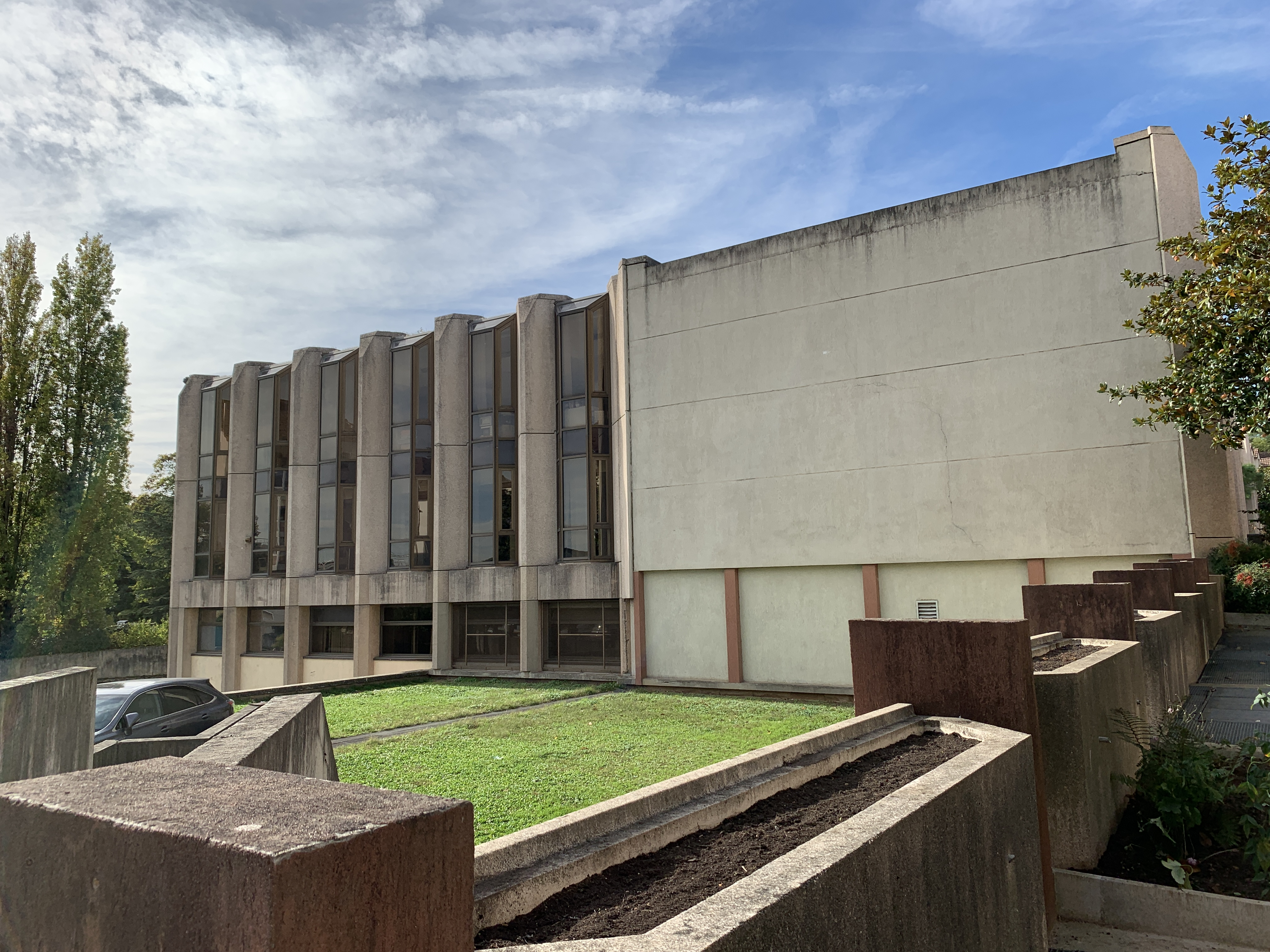
L'hôtel de ville de Thiais.

### Rattachements électoraux et administratifs
Antérieurement à la loi du 10 juillet 1964, la commune faisait partie du département de la Seine. La réorganisation de la région parisienne en 1964 fit que la commune appartient désormais au département du Val-de-Marne et son Arrondissement de L'Haÿ-les-Roses après un transfert administratif effectif au 1er janvier 1968. Pour l'élection des députés, la ville fait partie de la septième circonscription du Val-de-Marne depuis 2012.
Dans le cadre du redécoupage cantonal de 2014 en France, le canton de Thiais est élargi, constitué des communes de Chevilly-Larue, Rungis et Thiais, et dont cette dernière est désormais le bureau centralisateur.
Thiais relève du tribunal d'instance, du tribunal de grande instance, du tribunal pour enfants et du tribunal de commerce de Créteil ; du conseil de prud'hommes de Créteil ; de la Cour d'appel de Paris ; du tribunal administratif de Melun et de la Cour administrative d'appel de Paris.

### Intercommunalité

Logo de l'EPT Grand Orly Seine Bièvre.

Dans le cadre de la mise en œuvre de la volonté gouvernementale de favoriser le développement du centre de l'agglomération parisienne comme pôle mondial est créée, le 1er janvier 2016, la métropole du Grand Paris (MGP), dont la commune est membre.
La loi portant nouvelle organisation territoriale de la République du 7 août 2015 prévoit également la création de nouvelles structures administratives regroupant les communes membres de la métropole, constituées d'ensembles de plus de 300 000 habitants, et dotées de nombreuses compétences, les établissements publics territoriaux (EPT).
La commune a donc été intégrée à l'Établissement public territorial Grand-Orly Seine Bièvre, dont le siège est à Vitry-sur-Seine.

### Tendances politiques et résultats
Thiais est une ville ancrée au centre-droit, à l'inverse des tendances du département du Val-de-Marne. Son maire est depuis 1983 Richard Dell'Agnola, issu du parti Les Républicains. En 2017, le centriste Jean-Jacques Bridey est toutefois élu député de la circonscription aux dépens du candidat de droite.
Les résultats des dernières élections à Thiais sont les suivants :

#### Élections présidentielles
Résultats des deuxièmes tours :
- Élection présidentielle de 2012 : 52,1 % pour François Hollande (PS), 47,9 % pour Nicolas Sarkozy (UMP), 82,1 % de participation[33].
- Élection présidentielle de 2017 : 76,8 % pour Emmanuel Macron (LREM), 23,2 % pour Marine Le Pen (FN), 72,8 % de participation[34].

#### Élections législatives
Résultats des deuxièmes tours :
- Élections législatives de 2012 :55,7 % pour Richard Dell'Agnola (UMP), 44,3% pour Jean-Jacques Bridey (PS), 59,8 % de participation[35].
- Élections législatives de 2017 : 55,2 % pour Jean-Jacques Bridey (LREM), 44,9 % pour Vincent Jeanbrun (LR), 38,0 % de participation[36].

#### Élections européennes
Résultats des deux meilleurs scores :
- Élections européennes de 2014 : 23,8 % pour Alain Lamassoure (UMP), 20,0 % pour Aymeric Chauprade (FN), 41,3 % de participation[37].
- Élections européennes de 2019 : 25,4 % pour Nathalie Loiseau (LREM), 16,6 % pour Marine Le Pen (RN), 47,7 % de participation[38].

#### Élections régionales
Résultats des deux meilleurs scores :
- Élections régionales de 2015 : 44,1 % pour Valérie Pécresse (LR), 41,0 % pour Claude Bartolone (PS), 54,3 % de participation[39].

#### Élections départementales
Résultats des deuxièmes tours :
- Élections départementales de 2015 : 65,6 % pour Richard Dell'Agnola et Patricia Korchef Lambert (UMP), 34,4 % pour Christian Hervy (PCF) et Laurence Le Souffaché (PS), 44,4 % de participation[40].

#### Élections municipales
Résultats finaux (deux tours en 2014, un seul tour en 2020)
- Élections municipales de 2014 : 51,7 % pour Richard Dell'Agnola (UMP), 34,4 % pour Bruno Tran (DVD), 13,9 % pour Philippe Patry (DVG), 58,9 % de participation[41].

- Élections municipales de 2020 : 60,9 % pour Richard Dell'Agnola, maire sortant (LR), 21,1 % pour Laurence Le Souffaché (DVG), 15,3 % pour Audry Tiphagne (LREM), 34,8 % de participation[42]

#### Référendums
- Référendum de 2005 relatif au traité établissant une Constitution pour l’Europe : 50,16 % pour le Non, 49,8 % pour le Oui, 69,3 % de participation[43].

### Liste des maires
| Période | Période  | Identité                     | Étiquette         | Qualité |
| ------- | -------- | ---------------------------- | ----------------- | --- |
| 1944    | 1944     | Edmond Desboeuf              |                   | |
| 1945    | 1959     | Émile Zimmermann (1884-1972) | PCF               | Ouvrier mouleur sur métaux |
| 1959    | 1961     | Georges Halgoult             | MRP               | |
| 1961    | 1965     | Albert Glardon               |                   | |
| 1965    | 1971     | André Bénard Baron           | SE                | |
| 1971    | 1977     | Noël Marcel Hivernaud        | UDR puis RPR      | |
| 1977    | 1983     | Jean René Roger Gaudaire     | DVD               | Ingénieur technico-commercial |
| 1983    | En cours | Richard Dell'Agnola          | RPR puis UMP → LR | Fonctionnaire Député du Val-de-Marne (1993 → 1997, 2002 → 2012) Conseiller général puis départemental de Thiais (1985 → 1993 et 2015 → 2017) Vice-président de l’EPT Grand-Orly Seine Bièvre (2016 → ) Chevalier de la Légion d'honneur |

### Politique environnementale
Thiais dispose de nombreux parcs, jardins et espaces verts répartis sur l'ensemble du territoire de la commune ; :
- le cimetière parisien de Thiais, construit en 1929, c'est le deuxième cimetière de la région parisienne en superficie, il occupe 103 des 643 hectares de la commune, soit 16 % environ ;
- le parc Jean-Mermoz, rue Chèvre d’Autreville ;
- le parc André-Malraux, rue Jean Jaurès ;
- le parc de l'Europe, rue Victor Basch ;
- les Terrasses-du-Soleil, rue du Pavé de Grignon ;
- le parc de Cluny, rue du Maurepas et rue Gustave Léveillé ;
- les square de l’ancienne mairie, d'Ormesson, du Maréchal juin et le Mail ;
- les jardins ouvriers de la Saussaie.

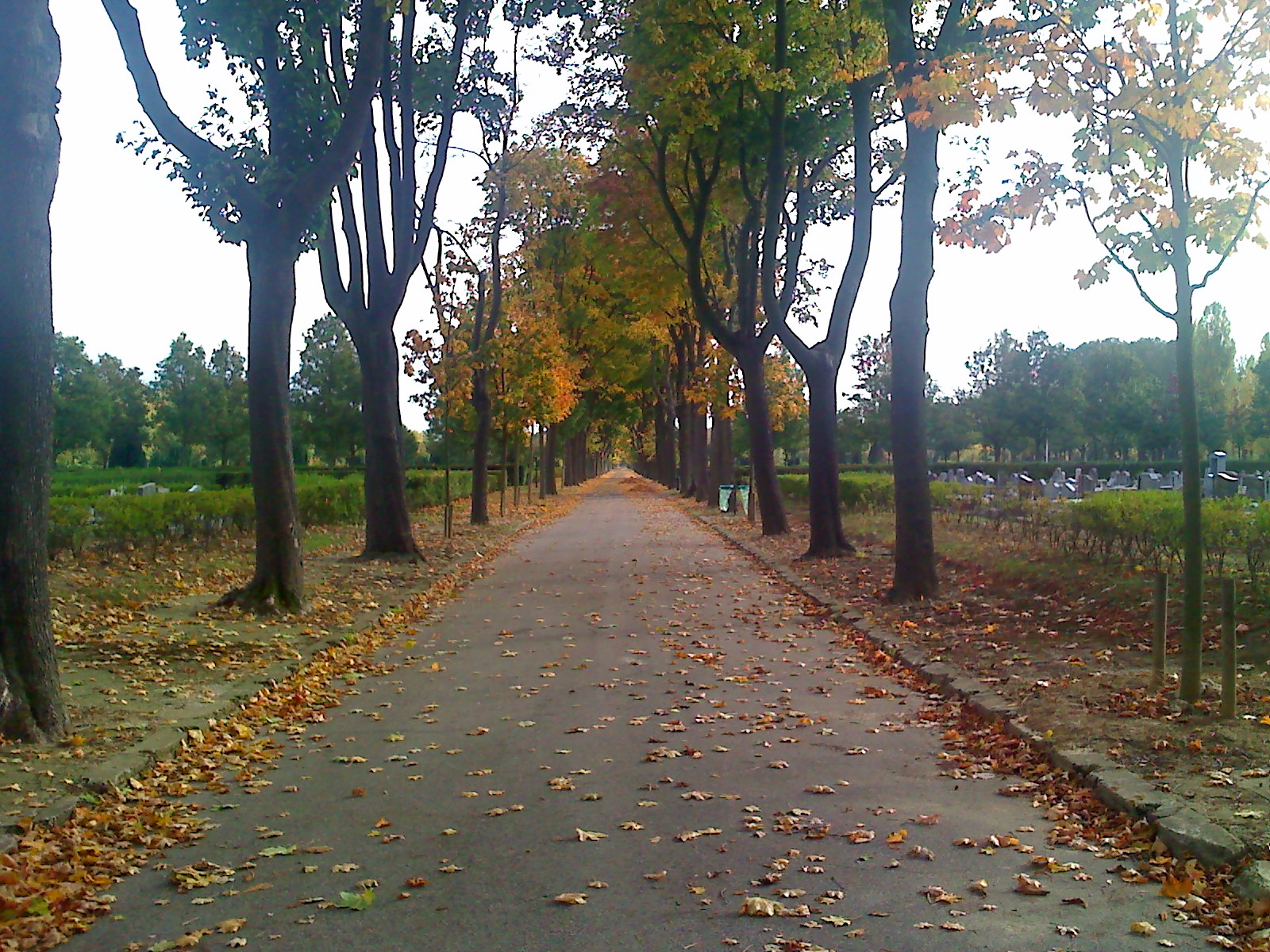
Allée O du Cimetière Parisien.
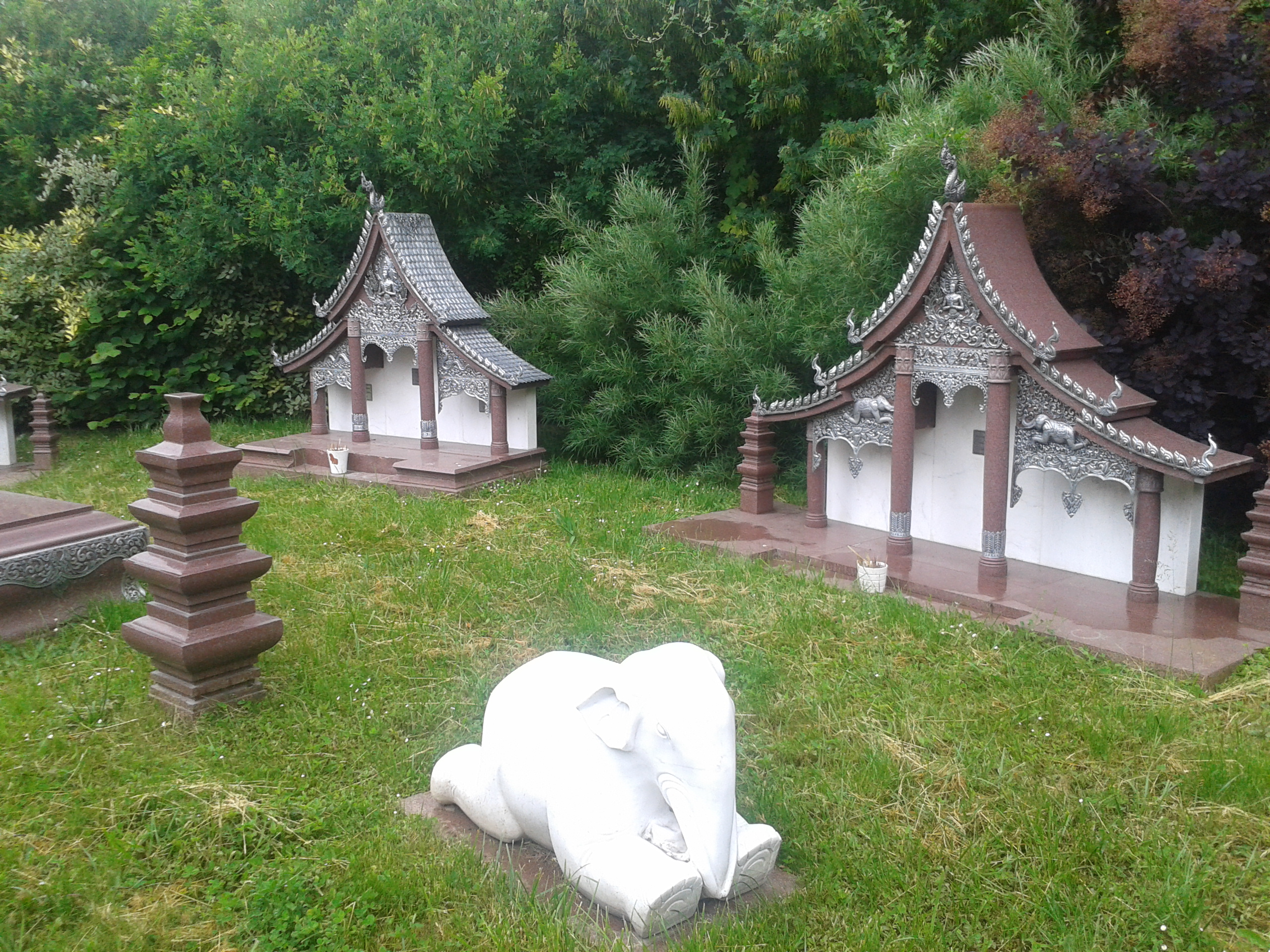
Tombes asiatiques du Cimetière Parisien.

### Jumelages
| Ville | Ville   | Pays | Pays      |
| ----- | ------- | ---- | --------- |
|       | Einbeck |      | Allemagne |

## Population et société

### Démographie
L'évolution du nombre d'habitants est connue à travers les recensements de la population effectués dans la commune depuis 1793. Pour les communes de plus de 10 000 habitants les recensements ont lieu chaque année à la suite d'une enquête par sondage auprès d'un échantillon d'adresses représentant 8 % de leurs logements, contrairement aux autres communes qui ont un recensement réel tous les cinq ans,.

En 2022, la commune comptait 32 006 habitants, en évolution de +10,34 % par rapport à 2016 (Val-de-Marne : +3 %, France hors Mayotte : +2,11 %).
| 1793  | 1800 | 1806 | 1821 | 1831  | 1836  | 1841  | 1846  | 1851  |
| ----- | ---- | ---- | ---- | ----- | ----- | ----- | ----- | ----- |
| 1 028 | 653  | 760  | 620  | 1 032 | 1 086 | 1 172 | 1 140 | 1 099 |

| 1856  | 1861  | 1866  | 1872  | 1876  | 1881  | 1886  | 1891  | 1896  |
| ----- | ----- | ----- | ----- | ----- | ----- | ----- | ----- | ----- |
| 1 155 | 1 268 | 1 462 | 1 364 | 1 760 | 2 120 | 2 591 | 2 616 | 2 771 |

| 1901  | 1906  | 1911  | 1921  | 1926  | 1931  | 1936  | 1946  | 1954   |
| ----- | ----- | ----- | ----- | ----- | ----- | ----- | ----- | ------ |
| 3 018 | 3 477 | 4 036 | 4 469 | 5 787 | 7 034 | 8 246 | 8 350 | 10 026 |

| 1962   | 1968   | 1975   | 1982   | 1990   | 1999   | 2006   | 2011   | 2016   |
| ------ | ------ | ------ | ------ | ------ | ------ | ------ | ------ | ------ |
| 15 116 | 22 481 | 27 298 | 26 637 | 27 515 | 28 232 | 29 315 | 29 229 | 29 006 |

| 2021   | 2022   | - | - | - | - | - | - | - |
| ------ | ------ | - | - | - | - | - | - | - |
| 31 097 | 32 006 | - | - | - | - | - | - | - |

### Enseignement
Thiais fait partie de l'Académie de Créteil.

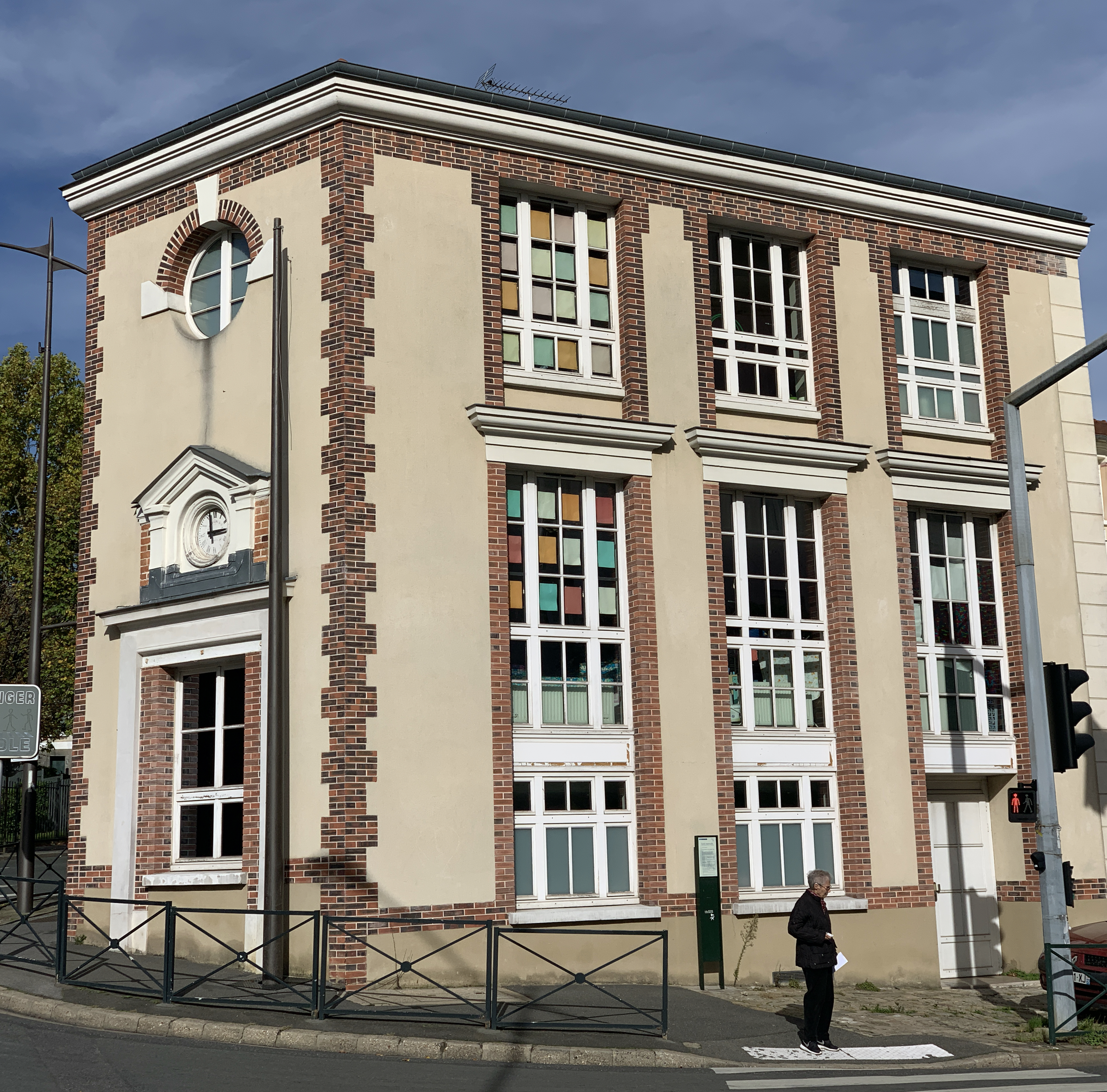
L'école Jacques Prévert, à proximité du parc André Malraux.

La ville accueille en date d'avril 2020 :
- un lycée polyvalent (Guillaume Apollinaire (en)) ;
- trois collèges (Albert-Camus, Paul-Klee et Paul-Valéry) ;
- six écoles primaires et sept écoles maternelles ;
- le Cours du Hameau, un collège-lycée privé sous-contrat d’association avec l’État.

### Équipements culturels
La ville comprend un grand nombre d'équipements culturels :
- la médiathèque de Thiais[SiteCommune 5] ;

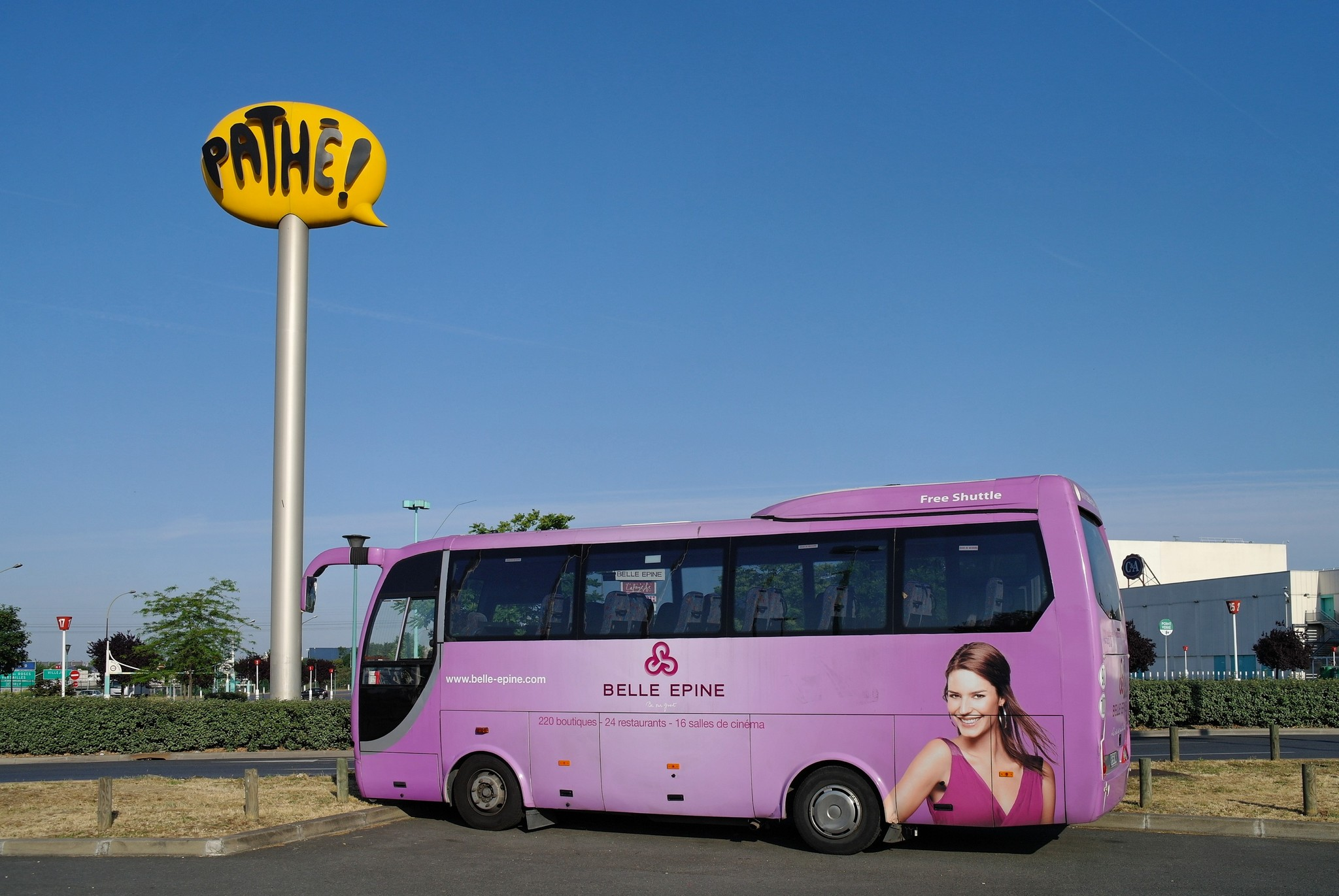
Les Cinémas Pathé Belle Epine.

- le théâtre municipal René Panhard ;
- l'Académie des Arts, lieu d'enseignement musical et artistique[SiteCommune 6] ;
- un lieu d'expositions picturales et photographiques au sein de l'hôtel de ville[SiteCommune 7] ;
- le multiplexe cinématographique Pathé, situé dans le centre commercial Belle Épine[50] ;
- Gulli Parc, un espace de jeux pour enfants situé à l'intérieur du centre commercial Thiais Village[51]

### Sports

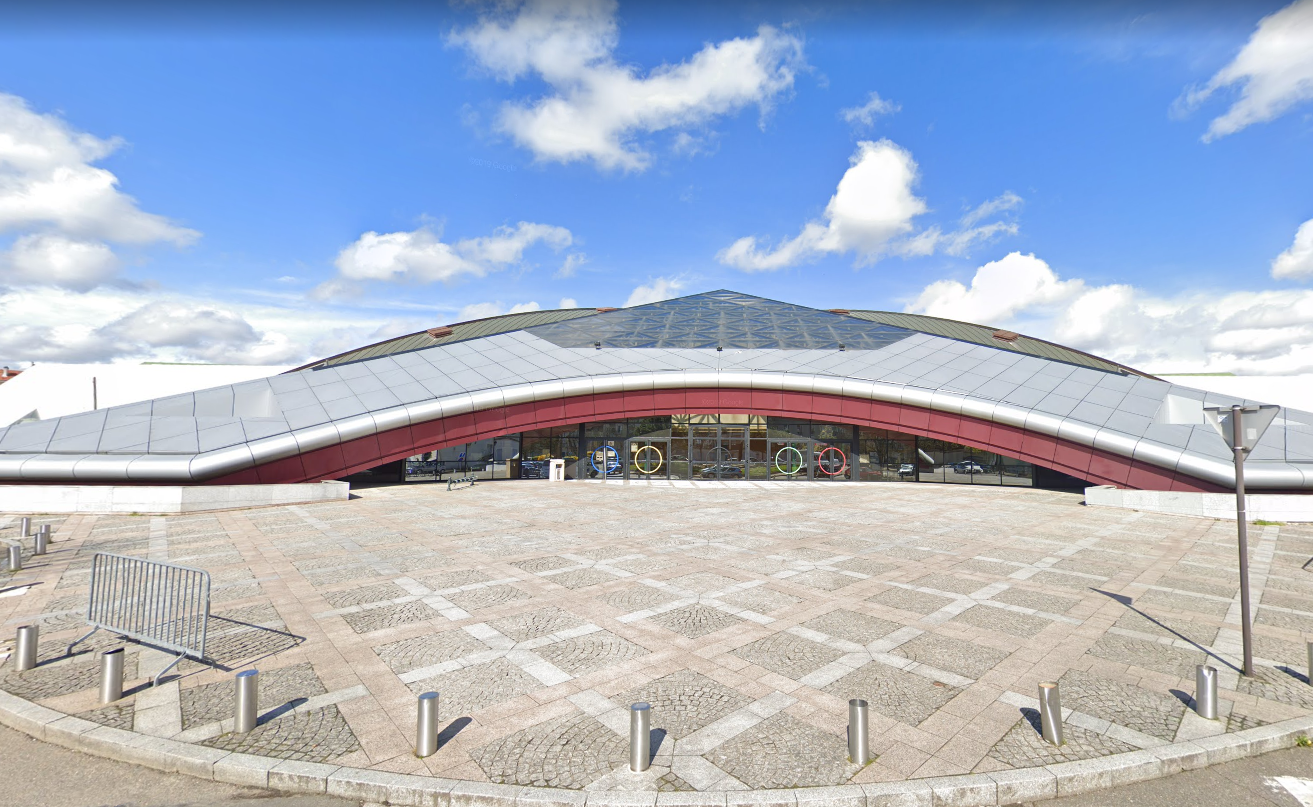
Le palais omnisports de Thiais.

Le palais omnisports de Thiais a été réalisé en 1994. Il accueille chaque année de nombreuses manifestations comme «les Internationaux de gymnastique rythmique » (unique étape française du circuit mondial du Grand Prix réunissant donc les meilleures gymnastes internationales), et propose de découvrir différentes disciplines. Il comprend :
- une salle centrale omnisports ;
- un dojo Marc-Alexandre ;
- une salle de gymnastique rythmique ;
- une salle de tennis de table ;
- une salle polyvalente ;
- une salle de boxe ;
- une salle de musculation ;
- une salle de gymnastique et de danse ;
- une salle de réunion et de cours ;
- un club house.

La commune administre également :
- la piscine municipale Monique Berlioux ;
- la halle intercommunale des sports ;
- le stade municipal Jack Baudequin ;
- le Stade municipal Alain Mimoun ;
- le tennis-club de Thiais ;
- six gymnases.

L'équipe de baseball des Tigers de Thiais évolue en Championnat de France de Nationale 1.

### Santé
La commune dispose d'un hôpital privé nommé Hôpital privé de Thiais (ancienne Clinique du Sud).
Il propose les services de : chirurgie, médecine, soins de suite, cancérologie, kinésithérapie, hémodialyse, scanner et radiothérapie.
L'hôpital se situe au 112, avenue du Général-de-Gaulle.

### Manifestations culturelles et festivités
Tous les ans au mois de septembre depuis 1977 a lieu la fête du jardinier amateur réunissant les passionnés de jardins.
La commune organise annuellement depuis 2004 un festival de musique franco-américaine qui a lieu habituellement au mois de juin sur la scène du théâtre de verdure du parc de l'Europe. Ce festival a reçu divers artistes représentatifs de différents styles musicaux (jazz, gospel, musiques de films...) : Dee Dee Bridgewater, les Tambours du Bronx, Julia Migenes, Michel Legrand, l’Ensemble Orchestral de Paris, Cock Robin, le Golden Gate Quartet, Earth, Wind and Fire, etc.

### Cultes

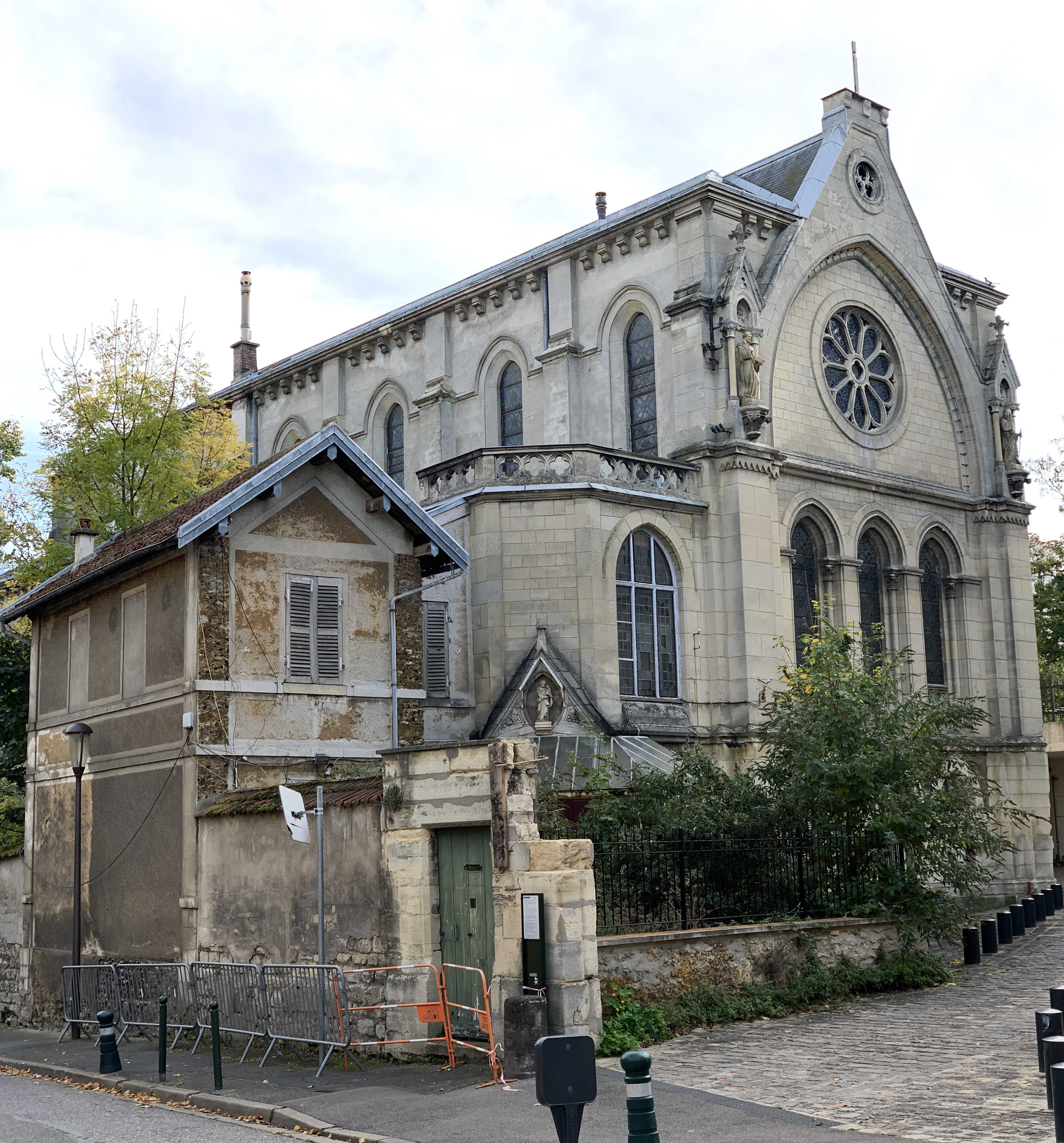
La chapelle de la rue Maurepas.

Thiais possède plusieurs lieux de culte, dont :
- l'église Saint-Leu-Saint-Gilles de Thiais ;
- la chapelle de la rue Maurepas ;
- le monastère de l'Annonciade.

## Économie

### Revenus de la population et fiscalité
En 2010, le revenu fiscal médian par ménage était de 35 372 €, ce qui plaçait Thiais au 6 151e rang parmi les 31 525 communes de plus de 39 ménages en métropole.

### Entreprises et commerces

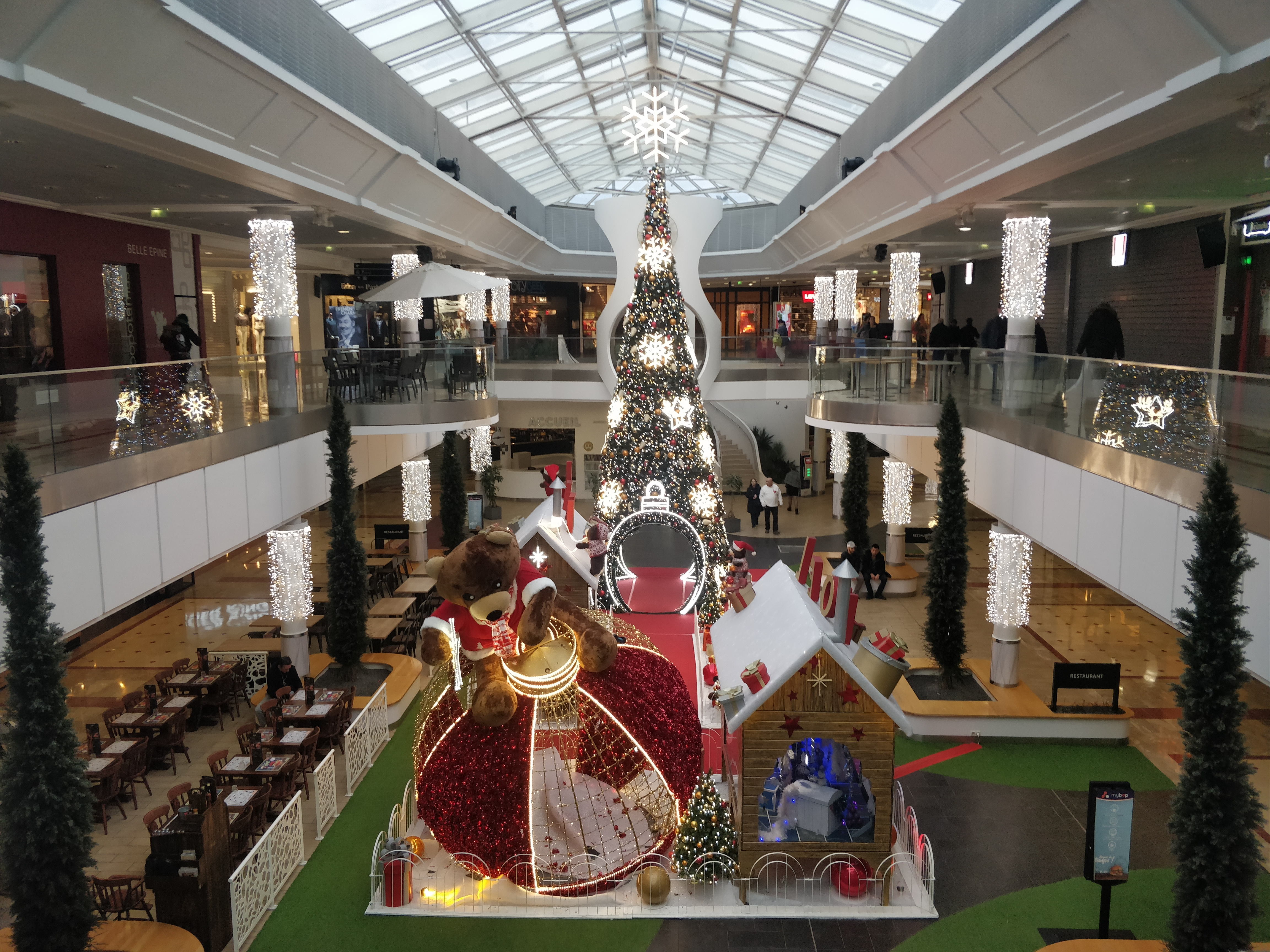
Le centre commercial Belle Épine.

Le centre commercial régional Belle Épine et celui de Thiais-Village forment l'un des grands pôles économiques du département, avec le Marché international de Rungis, la zone commerciale et d'entrepôts Senia et l'aéroport de Paris-Orly.
L'activité agricole autrefois majeure a disparu dans les années 1980 avec la fermeture de la dernière ferme de Grignon et des serres maraîchères.
L'activité industrielle a longtemps été dominée par l'usine Ricard, aujourd'hui fermée.
Dans les deux cas, des activités tertiaires ont remplacé ces activités.

## Culture locale et patrimoine

### Lieux et monuments
- Lieux civils

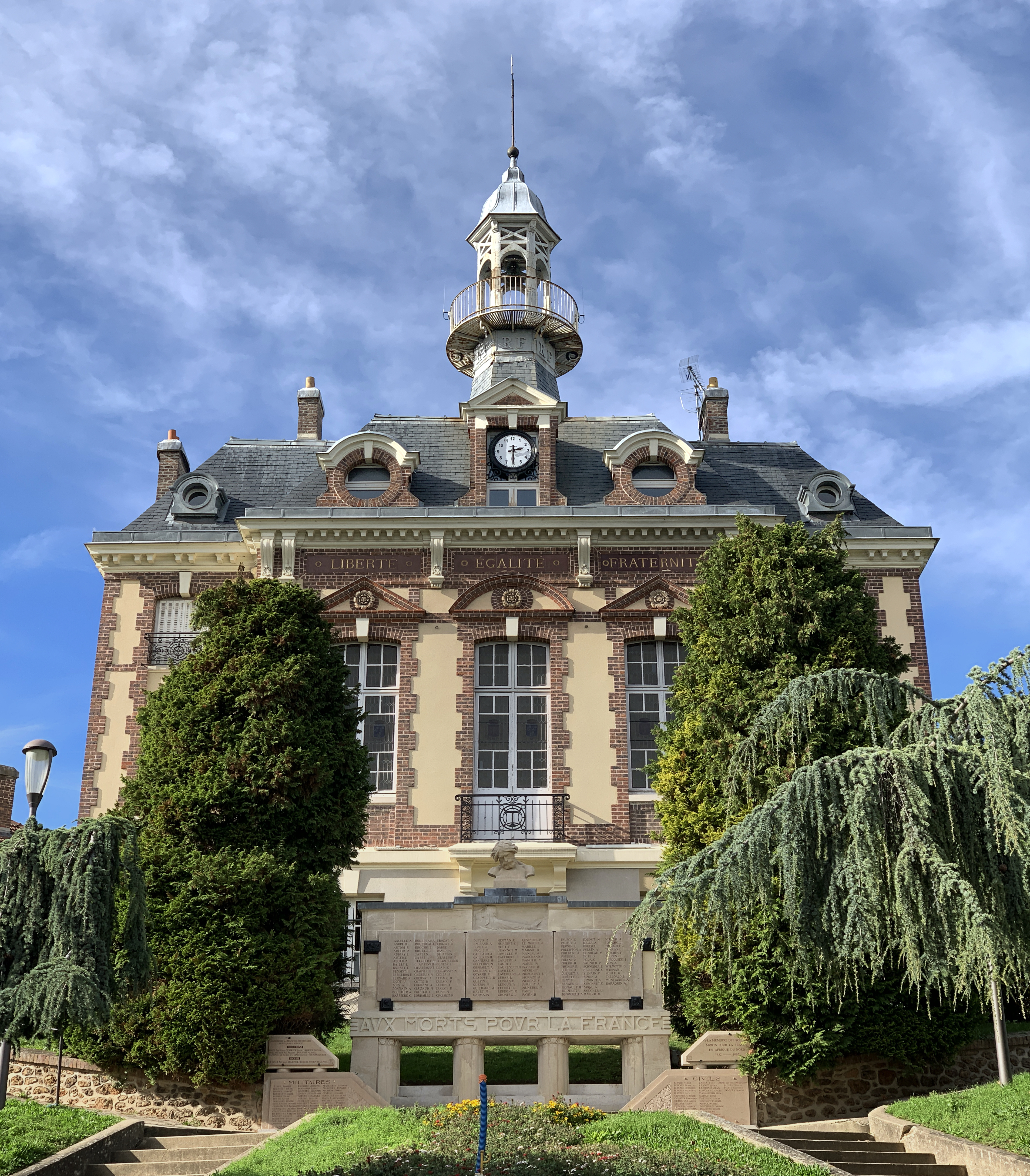
L'Académie des Arts.

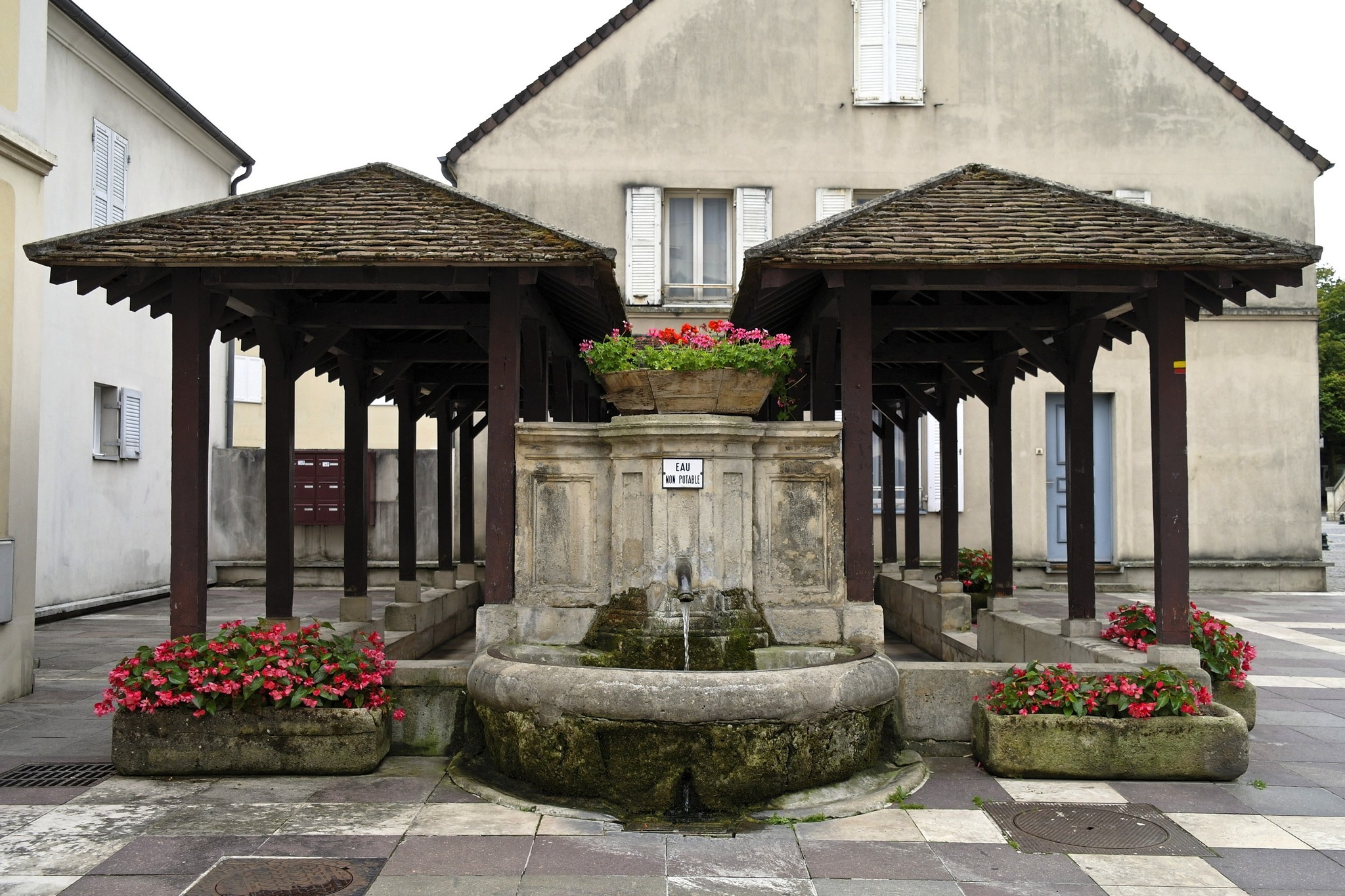
La fontaine-lavoir.

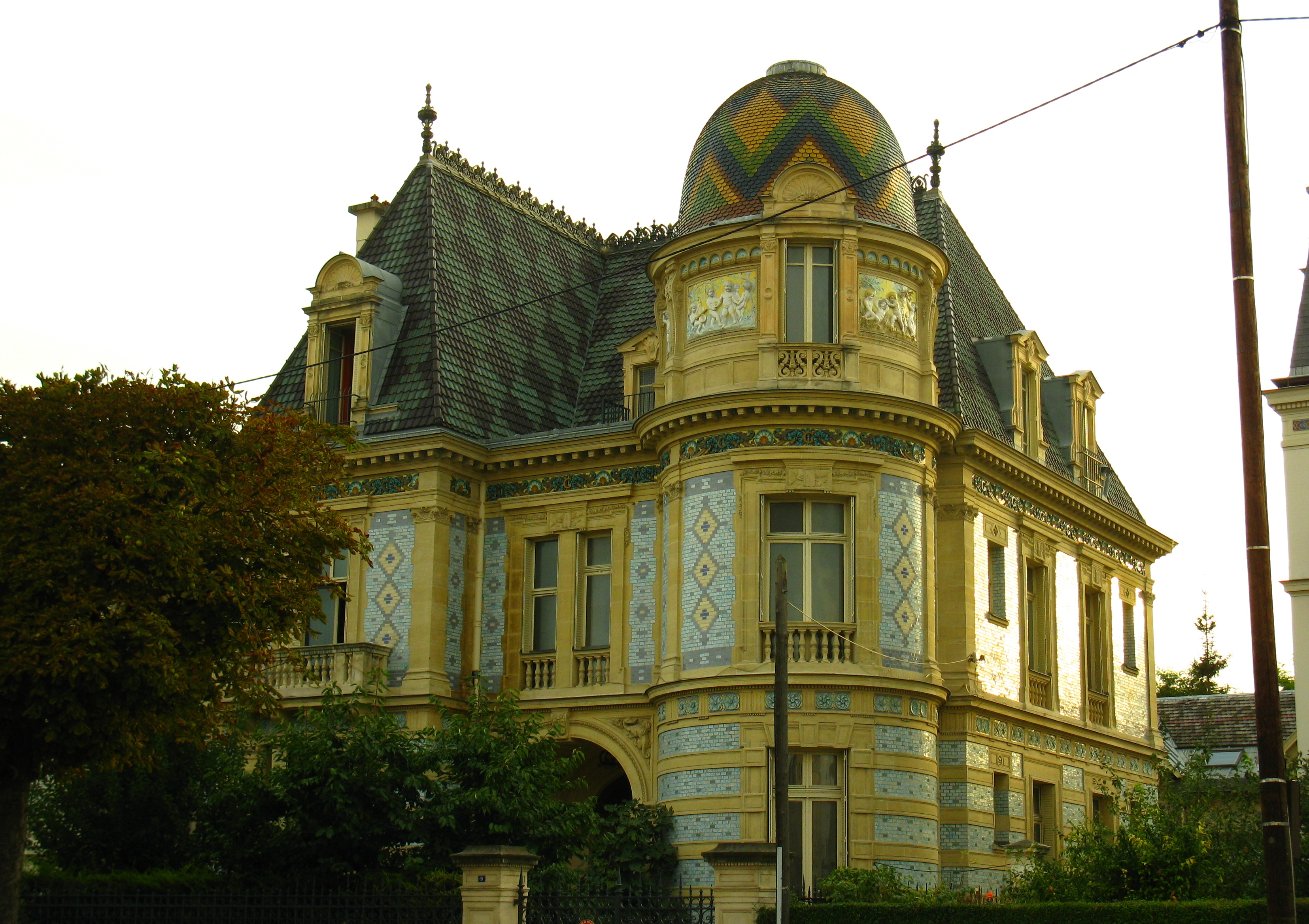
La Maison Gilardoni.

  - L'Académie des Arts, ancienne mairie élevée en 1884 par Thomas, place du Général-Leclerc, et qui comprend un ensemble de peintures murales (inscrites aux Monuments historiques en 1987) dues à Pierre Vauthier (1904) et Wielhorski (1913)[56].
  - La Maison du manufacturier Gilardoni (1896), 9 boulevard de Stalingrad, commandée à Léon Bonnenfant par l'industriel Xavier Gilardoni, propriétaire de la Tuilerie de Choisy-le-Roi, inscrite aux Monuments historiques en 2004[57].
  - Le Théâtre « René-Panhard », élevée en 1907 par Paul Langlois, architecte communal[58].
  - L'avenue de Versailles (ancienne route nationale 186) reliant le château de Choisy à celui de Versailles, présentait un alignement végétal et une perspective du XVIIIe siècle inscrites à l'inventaire supplémentaire des monuments historiques.
  - Le Pavillon Premier Empire, 49 avenue René Panhard[59].
  - Les Maisons d'architecte de Jean-Nicolas-Louis Durand, 39 rue Maurepas (1811) et maison de campagne, 49 avenue René-Panhard (1825), dite pavillon Monge ou château Laplace (aujourd'hui maison de retraite)[60], inscrit à l'Inventaire en 1929.
  - La Maison de maçon, élevée par Auguste Cossettini en 1928 avec des sculptures de Scandolo, au 128 avenue de Versailles.
- Lieux religieux
  - L'église Saint-Leu-Saint-Gilles, datant du XIIe siècle pour les parties les plus anciennes, et sinon du XVe siècle, est classée monument historique.
  - Le monastère de l'Annonciade, accueille depuis 1926 une communauté de sœurs de l'Annonciade. C'est un lieu de pèlerinage marial.
  - L'ancien couvent de sœurs « Saint-Cœur-de-Marie » de la congrégation de Saint-Joseph de Cluny à l'emplacement du château de Thiais qui comprend un oratoire bâti en 1867 et un immeuble construit entre 1810 et 1842 actuellement résidentiel[61].
- Autres
  - Le cimetière parisien de Thiais datant de 1929 occupe 103 hectares du territoire de la commune. Il a comme particularité d'avoir accueilli autrefois les sépultures des condamnés à mort, et, plus récemment, des anonymes décédés lors de la canicule de 2003 dans un carré réservé.
  - Les Jardins ouvriers, quartier de Grignon
  - La fontaine-lavoir au 8 rue Robert-Laporte

### Personnalités liées à la commune

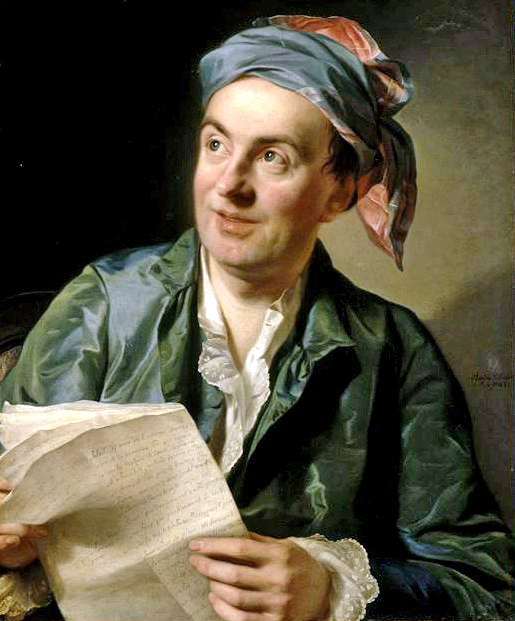
Jean-François Marmontel, écrivain.

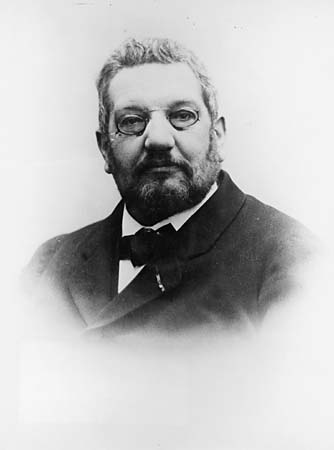
René Panhard, ingénieur et maire de Thiais.

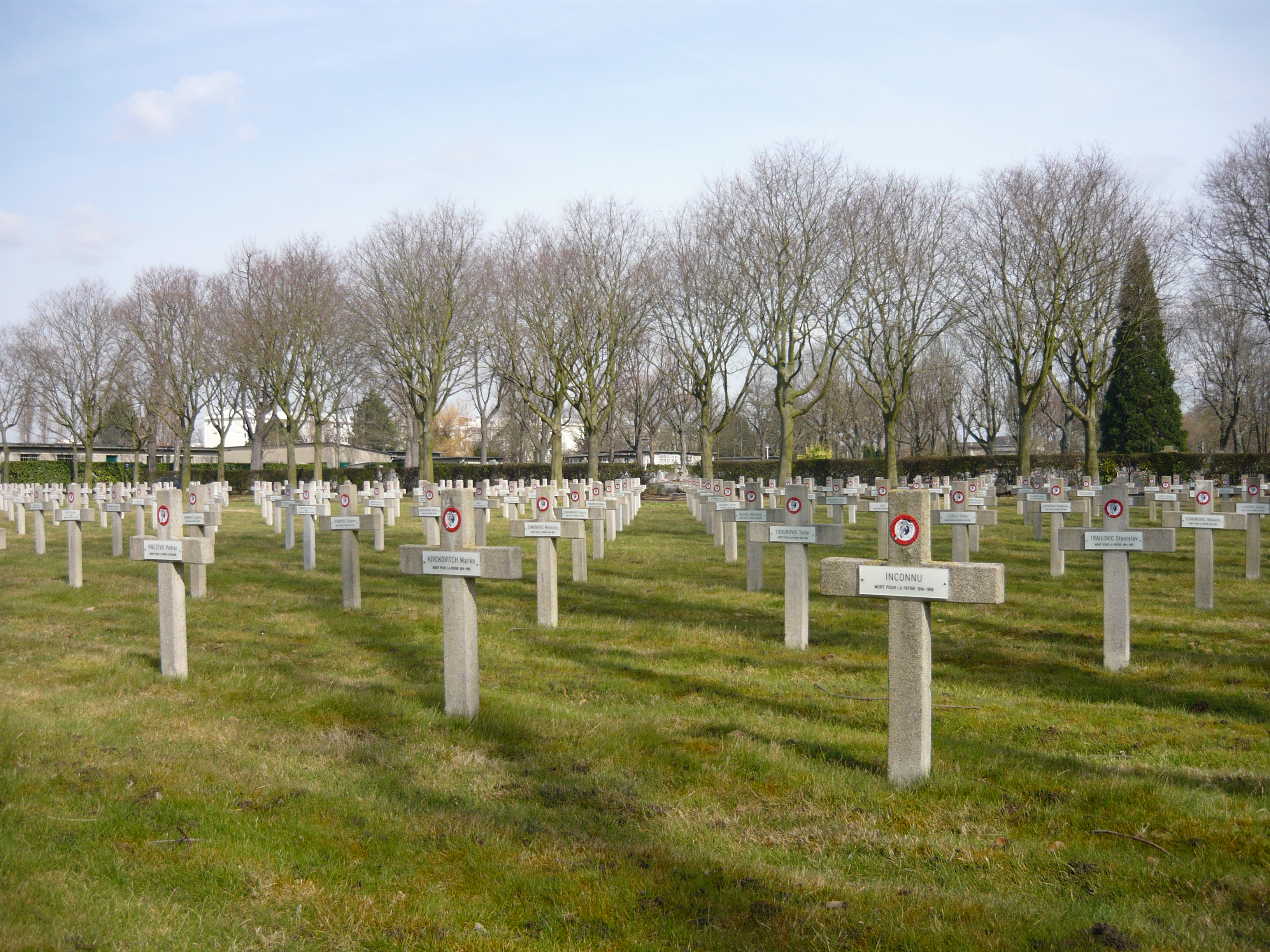
Carré militaire serbe du Cimetière Parisien.

Différents personnages publics sont nés, décédés ou ont vécu à Thiais.
Thiais est le lieu de naissance de :
- Pierre-Félix Delarue (1795-1873), architecte
- Amélie Boudet (1795-1883), épouse et assistante d'Allan Kardec, le fondateur de la philosophie spirite
- Georges Dufrénoy (1870-1943), peintre post-impressionniste
- Bénabar (1969), chanteur
- Laurent Jacobelli (1969-), homme politique
- Grégory Malicki (1973), footballeur
- David Martin (1977), trampoliniste
- Iron Sy (1979), rappeur
- Dimitri Rougeul (1981), acteur français spécialisé dans le doublage (il est connu pour être la voix française de Simba le lionceau dans le long métrage Le Roi lion en 1994).
- Franck Tabanou (1989), footballeur
- Selim Ben Djemia (1989), footballeur.

Personnalités liées à Thiais :
- Jean-François Marmontel (1723-1799), écrivain, possédait une résidence à Thiais[62]. La ville a donné son nom à la rue dans laquelle se trouve sa maison au no 19, devenue aujourd'hui un établissement d'enseignement privé : Le Cours du Hameau.
- Ange François Blein (1767-1845), général de brigade du Premier Empire, possédait une propriété à Thiais.
- René Panhard (1841-1908), ingénieur en mécanique et industriel résidait à Thiais. La famille Panhard a possédé un domaine et a donné deux maires à la ville, René Panhard (1870-1881 et 1888-1908) et Adrien Panhard, (1908-1919 et 1929-1935)[63].
- Alexandre Bruel (1841-1920), archiviste et historien français, mort à Thiais.
- Henri Delépine (1871-1956), abbé, prêtre et compositeur a vécu et est mort à Thiais.
- Yvan Franoul (1900-1986), Compagnon de la Libération, mort à Thiais.
- William Gardner Smith (1927-1974), écrivain américain, a vécu et est mort à Thiais.
- Roland Blanche (1943-1999), acteur, a vécu et est décédé à Thiais. Une crèche porte son nom.
- Marcel Dadi (1951-1996), guitariste, a été élève au lycée Guillaume Apollinaire de Thiais et y a joué dans le groupe des Royers[64]. Une rue lui a été dédiée.
- Larbi Benboudaoud (1974), judoka et champion du monde, réside à Thiais.

Thiais est le lieu où sont enterrés, entre autres :
- Rouget de Lisle (1760-1836), compositeur, a été un temps enterré à Thiais dans la propriété de son ami le général Ange François Blein de 1846 à 1861 où il retourne dans une concession à perpétuité à Choisy-le-Roi avant de partir à l'Hôtel des Invalides le 14 juillet 1915[65]
- Ievgueni Zamiatine (1884-1937), écrivain et ingénieur d'origine russe, enterré au Cimetière Parisien.
- Joseph Roth (1894-1939), écrivain et journaliste autrichien, enterré au Cimetière Parisien
- Kiki de Montparnasse (1901-1953), modèle et muse, enterrée au Cimetière Parisien.
- Daniel Mayer (1909-1996), homme politique et résistant, enterré au Cimetière Parisien.
- Albert Fossey-François, (1909-1958), Compagnon de la Libération (Résistance intérieure française), lieutenant-colonel français.
- Bernard Blier (1916-1989), acteur, enterré au Cimetière Parisien.
- Jean-Luc Delarue (1964-2012), animateur et producteur de télévision, enterré au Cimetière Parisien.
- Sady Rebbot (1935-1994), acteur.

### Héraldique, logotype et devise
| Armes de Thiais | Les armes du Thiais se blasonnent ainsi : D'azur à trois lis de jardin d'argent tigés et feuillés de sinople. | Logotype de Thiais |